# Maurice-Yves Sandoz
Maurice-Yves Sandoz, dit Maurice Sandoz, né à Bâle le 2 avril 1892 et mort à Lausanne le 5 juin 1958, est un écrivain suisse. Il est considéré comme l'un des romanciers majeurs de la littérature suisse fantastique et participa au mouvement surréaliste.

## Biographie
Sandoz est le fils d'Édouard Sandoz, fondateur de l'entreprise bâloise homonyme, et le frère du sculpteur Édouard-Marcel Sandoz. Il est également le petit-fils du chirurgien Matthias Mayer et le neveu du peintre Émile-François David.
Il mena une carrière de chimiste puis de compositeur, par goût et non par besoin, étant donné la richesse de sa famille, mais il dut abandonner ce métier à cause de problèmes oculaires. Il se consacra alors à la littérature, tout en réunissant une collection de montres, pendules et automates du XVIIIe siècle et XIXe siècle, une collection qu'il légua au Musée d'horlogerie du Locle.
Sandoz, qui voyageait dans le monde entier et qui avait sa résidence principale à Rome, se suicida en 1958.

## Publications
- Maurice-Yves Sandoz, Contes et nouvelles, 1934
- Maurice-Yves Sandoz, Souvenirs fantastiques, 1936
- Maurice-Yves Sandoz, Nouveaux souvenirs, 1938
- Maurice-Yves Sandoz (préf. N. O. Scarpi), La maison sans fenêtres, Zürich, Morgarten Verlag, 1948
- Maurice-Yves Sandoz, Le labyrintheauteur, Köln, Dumont Verlag, 1991 (ISBN 3-7701-2738-2)
- Maurice-Yves Sandoz, Trois histoires bizarres, 1939
- Maurice-Yves Sandoz, La limite, Zürich, Diogenes Verlag, 1964
- Maurice-Yves Sandoz, Schweizer Erzählungen, 1955
- Maurice-Yves Sandoz, La salière de cristal. Souvenirs, Zürich, 1950.

Der Friedhof von Skutari. Unheimliche Erzählungen. Limmat-Verlag, Zürich 1992,  (ISBN 3-85791-195-6) (Inhalt: Am Rande, Seltsame Erinnerungen, Neues Erinnern, Erzählungen und Novellen, Drei merkwürdige Geschichten und Schweizer Erzählungen).

## Source
- Doris Jakubec, « Sandoz, Maurice » dans le Dictionnaire historique de la Suisse en ligne, version du 2 décembre 2009.